# كرايغ دودلي
كرايغ دودلي (بالإنجليزية: Craig Dudley)‏ (12 سبتمبر 1979 في المملكة المتحدة - ) هو لاعب كرة قدم بريطاني في مركز الهجوم. لعب مع أولدهام أثلتيك وسكونثورب يونايتد وشروزبري تاون ونادي بيرتن ألبيون ونادي تشيسترفيلد ونادي هايد إف سي ونوتس كاونتي وهال سيتي وأشتون يونايتد ونادي تلفورد يونايتد.

## وصلات خارجية
- كرايغ دودلي على موقع الاتحاد الدولي (مؤرشف)  (الإنجليزية)
- كرايغ دودلي على موقع قاعدة بيانات كرة القدم.إي يو (الإنجليزية)
- كرايغ دودلي على موقع Soccerbase.com (لاعب) (الإنجليزية)